# Sobiczewy
Sobiczewy – wieś w Polsce położona w województwie kujawsko-pomorskim, w powiecie włocławskim, w gminie Chodecz.
| SIMC    | Nazwa               | Rodzaj    |
| ------- | ------------------- | --------- |
| 0861080 | Długie              | część wsi |
| 0861096 | Kolonia Sobiczewska | część wsi |
| 1033674 | Kozie Rogi          | część wsi |

W latach 1975–1998 miejscowość administracyjnie należała do województwa włocławskiego. Według Narodowego Spisu Powszechnego (III 2011 r.) liczyła 159 mieszkańców. Jest dziewiątą co do wielkości miejscowością gminy Chodecz.